# Heinrich Havemann

Heinrich Havemann

Heinrich Havemann (* 18. Februar 1871 in Lüneburg; † 18. August 1951 in Hildesheim) war ein deutscher Handwerker (Malermeister) und Politiker (DVP).

## Leben und Wirken
Havemann, der aus einer lutherischen Familie in Lüneburg stammte, absolvierte nach dem Besuch der Mittelschule eine Lehre zum Maler. Später besuchte er mehrere Kunstgewerbeschulen. Von 1891 bis 1892 gehörte er dem Füsilierregiment Prinz-Albrecht in Hannover an und erwarb das Befähigungszeugnis zum Reserveoffizier. Es folgten einige Jahre der Wanderschaft und des Studiums, in denen Havemann das Deutsche Reich, Österreich-Ungarn, die Schweiz und Italien besuchte.
1898 eröffnete er ein größeres Malergeschäft in Hildesheim, das das Handbuch der Reichstagsabgeordneten von 1920 als „erstklassig“ kennzeichnete. In Hildesheim wurde er auch Vorsitzender des Innungsausschusses und Inhaber mehrerer städtischer Ehrenämter. Darüber hinaus war er Vorstandsmitglied des Nordwestdeutschen Handwerkerbundes. Während des Ersten Weltkrieges und danach engagierte Havemann sich in der Berufsberatung von Kriegsversehrten, weswegen er mit dem Verdienstkreuz der Kriegshilfe ausgezeichnet wurde.
Nach dem Krieg trat Havemann in die 1919 von Gustav Stresemann gegründete Deutsche Volkspartei ein. Für diese zog er 1920 als Abgeordneter des Wahlkreises 18 (Hannover-Braunschweig) in den Berliner Reichstag ein. Diesem gehörte er zunächst bis zum Mai 1924 und dann – mit einer kurzen Unterbrechung von fünf Monaten – erneut von Oktober 1924 bis 1928 an.
Bei den Reichstagswahlen 1928 verfehlte Havemann die Wiederwahl ins Parlament. Ein Jahr später, im Oktober 1929, konnte er trotzdem erneut als Abgeordneter im Parlament Platz nehmen, als er nach dem Tod Stresemanns für diesen in den Reichstag nachrückte. Bei den Reichstagswahlen vom September 1930 verfehlte Havemann das Ziel der Wiederwahl abermals und schied erneut – und nun endgültig – aus dem Reichstag aus.
1933 wurde Havemann als Präsident der Handwerkskammer abgesetzt. Havemann, dem als politische Figur von den meisten Beobachtern eher geringe Bedeutung zugebilligt wurde, starb 1951. Das Times Magazine sah in ihm nur einen „treuen Handlanger von Stresemanns Volkspartei“ und urteilte über seine „staatsmännischen Qualifikationen“, diese seien nur minuscule („winzig“). Der von ihm gegründete Malerbetrieb besteht bis in die Gegenwart.